# Commandement des opérations spéciales
Commandement des opérations spéciales (COS) är sedan 1992 det försvarsgrensövergripande ledningsorganet för den franska försvarsmaktens specialförband. 

## Uppdrag
COS har till uppgift att planera, samordna och leda de franska specialförbandens insatser.  

## Ingående element

### Armén
- Brigade des forces spéciales terre (BFST) är den franska arméns specialförbandsbrigad
  - 1er régiment de parachutistes d'infanterie de marine (1er RPIMa), luftburen underrättelseinhämtning och  strid
  - 13e régiment de dragons parachutistes (13e RDP), underrättelseinhämtning bakom fiendens linjer
  - 4e régiment d'hélicoptères des forces spéciales (4e RHFS, helikoptertransport av specialförband

### Marinen
- Commando marine, den franska marinens specialförband består av sex kommandon. Varje kommando har av 80 till 100 kommandosoldater.

### Flygvapnet
- Det franska flygvapnets specialförband
  - Commando parachutiste de l'Air n°10 (CPA 10), ISTAR för attackflyg; underrättelseinhämtning vid, anfall mot och återtagning av flygbasområden
  - Escadron de transport 3/61 Poitou, flygande specialförband för stridsinsatser utrustade med C-130 Hercules och C-160 Transall
  - Escadrille spéciale d'hélicoptères (ESH), flygande specialförband för stridsinsatser utrustade med Eurocopter EC725

## Motsvarigheter
- United States Special Operations Command